# Geert Muylle
Geert Muylle (Deinze, 1 mei 1962) is een Belgisch diplomaat.

## Levensloop
Geert Muylle studeerde rechten, vergelijkende en internationale politiek en management aan de Katholieke Universiteit Leuven. Van 1986 tot 1987 was hij werkzaam als advocaat.
In 1990 trad hij in dienst van Buitenlandse Zaken. Hij bekleedde verschillende posten in Warschau, Belgrado, Genève (Verenigde Naties), Brussel, Parijs en Brussel (Europese Unie). Van 2004 tot 2009 was hij diplomatiek adviseur van Yves Leterme (CD&V, die onder meer Vlaams minister-president, vicepremier, premier en minister van Buitenlandse Zaken was. Van 2009 tot 2010 was Muylle permanent vertegenwoordiger bij het Politiek en Veiligheidscomité (PSC) en de Noord-Atlantische Verdragsorganisatie (NAVO). In 2010 werd hij directeur-generaal bij het ministerie van Buitenlandse Zaken en in 2012 lid van het uitvoerend comité van SDA Holding. In 2014 hervatte hij zijn diplomatieke carrière en werd hij adjunct-secretaris-generaal en directeur-generaal Bilaterale Zaken ad interim bij Buitenlandse Zaken. In 2016 werd Muylle permanent vertegenwoordiger bij de VN-organisaties in Genève, waaronder de Wereldgezondheidsorganisatie. Hij was in 2016 voor een periode ook vicevoorzitter van de Mensenrechtenraad van de Verenigde Naties en voorzitter van de Internationale Organisatie voor Migratie en van 2017 tot 2019 vicevoorzitter en van 2019 tot 2020 voorzitter van het uitvoerend comité van het Hoog Commissariaat voor de Vluchtelingen. Van 2020 tot 2024 was hij ambassadeur in Berlijn. Sinds 2024 is hij speciaal gezant voor energie en kritische grondstoffen.